# Angélica Dass
Angélica Dass (Rio de Janeiro,1979) es una fotógrafa brasileña que combina la fotografía con la investigación sociológica y la participación pública en la defensa de los derechos humanos. Es la creadora del proyecto fotográfico Humanae, una colección de retratos que revelan la diversidad del ser humano. En marzo de 2016 dio una conferencia TED titulada «La belleza de la piel humana en todos sus colores», donde reflexionó sobre los verdaderos colores de la piel humana y la necesidad de eliminar las falsas etiquetas blanco, negro, amarillo y cobrizo asociadas a la raza humana.

## Biografía
Dass nació en Río de Janeiro en 1979 en el seno de una familia con diversidad étnica y donde el color de la piel era muy diverso. Su padre era hijo de un criado, del que heredó la piel oscura. Su madre tiene la «piel color entre avellana y miel», por lo que en esa familia el color de la piel nunca tuvo importancia. Fuera de su familia y de su casa, Dass descubrió que las discriminaciones y burlas ligadas al color de la piel oscura eran algo habitual. La confusión que le generaban estos antecedentes sirvió de inspiración para su proyecto Humanae.
Dass estudió Bellas Artes en la Universidad Federal de Río de Janeiro y en Madrid donde realizó un postgrado en fotografía en EFTI (Centro internacional de fotografía y cine). Vive en Madrid.
Dass creó el Humanae Institute después de la repercusión que tuvo el proyecto a nivel nacional con el que ha participado en diferentes ciudades de España, así como en escuelas de la República Checa, con la UNESCO y con el Gobierno de Chile.

## Proyecto Humanæ
Dass comienza su proyecto Humanæ en 2012 y pronto alcanza una gran repercusión internacional. Humanae es un trabajo fotográfico en progreso que reflexiona sobre el color de la piel y documenta los que Dass considera como los verdaderos colores de la humanidad buscando la destrucción de las falsas etiquetas "blanco", "rojo", "negro" y "amarillo" asociadas a la raza. Es un proyecto que ha evolucionado constantemente. Dass lo presenta con un retrato con fondo del color idéntico al de una muestra de 11 x 11 pixeles tomada de la nariz de la persona la cual se empareja con la paleta internacional Pantone. Un tipo de «paleta humana» en el que destaca la diversidad de los tonos de la piel.
Dass inició el proyecto fotografiando a sus amigos y su familia antes de ampliar su horizonte a los desconocidos. La exposición tiene como objetivo crear un diálogo sobre el modo en que nos vemos y cómo percibimos la raza, la etnia y la identidad. Comprende más de 4000 fotos de voluntarios de más de 20 países y 36 ciudades del mundo. Ha contado con apoyo de instituciones culturales, gubernamentales y no gubernamentales. Los voluntarios abarcan desde personas que pertenecen a la lista Forbes a refugiados que cruzaron el Mediterráneo, estudiantes de Suiza y moradores de las favelas de Río de Janeiro, además de recién nacidos y enfermos terminales: todos juntos forman Humanae. 

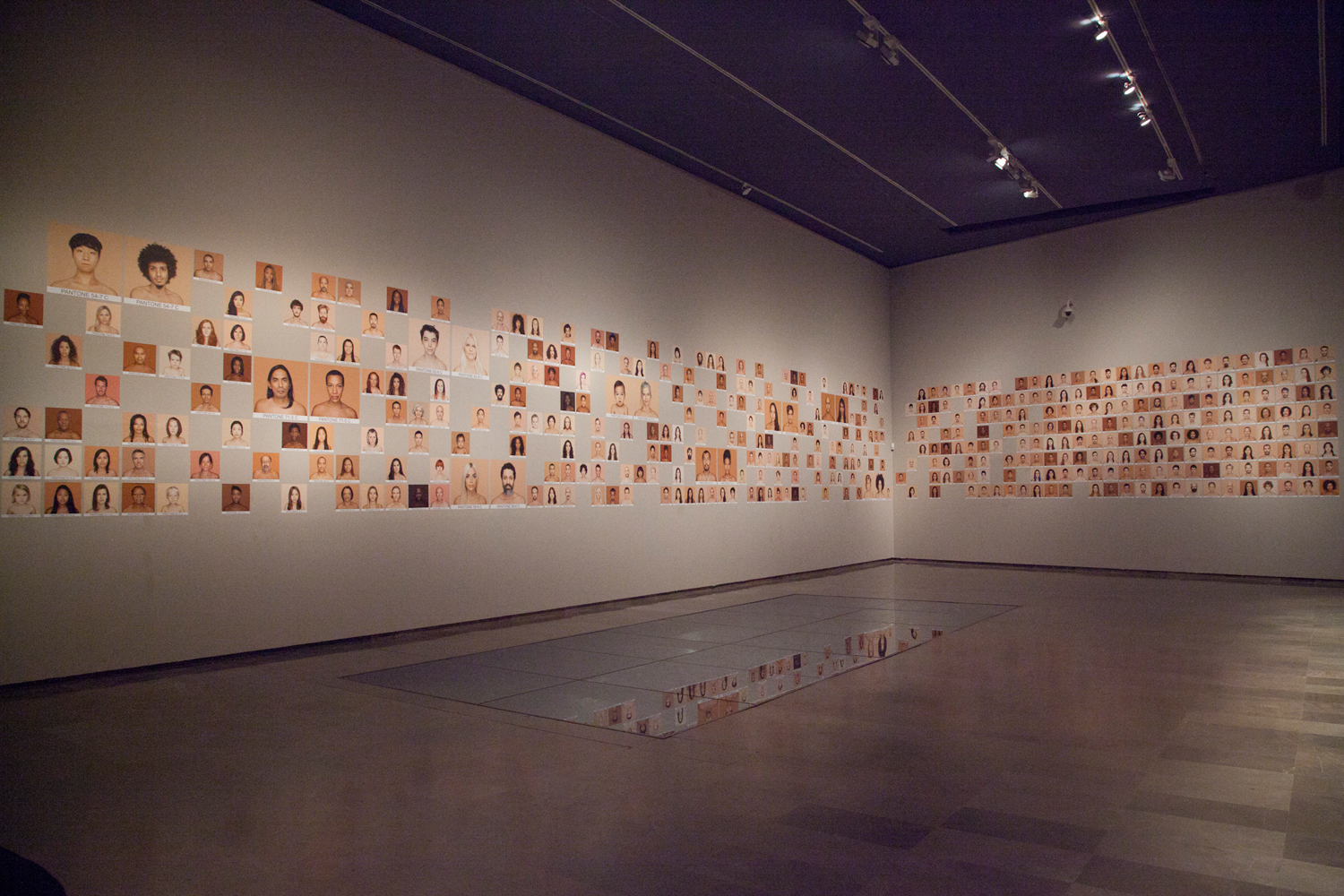
Proyecto Humanae exposición en Valencia.

Dass participó en revistas como National Geographic, Time Magazine, Foreign Affairs, entre otras. Su trabajo es una combinación de fotografía, educación social, participación pública y defensa de los derechos humanos. 

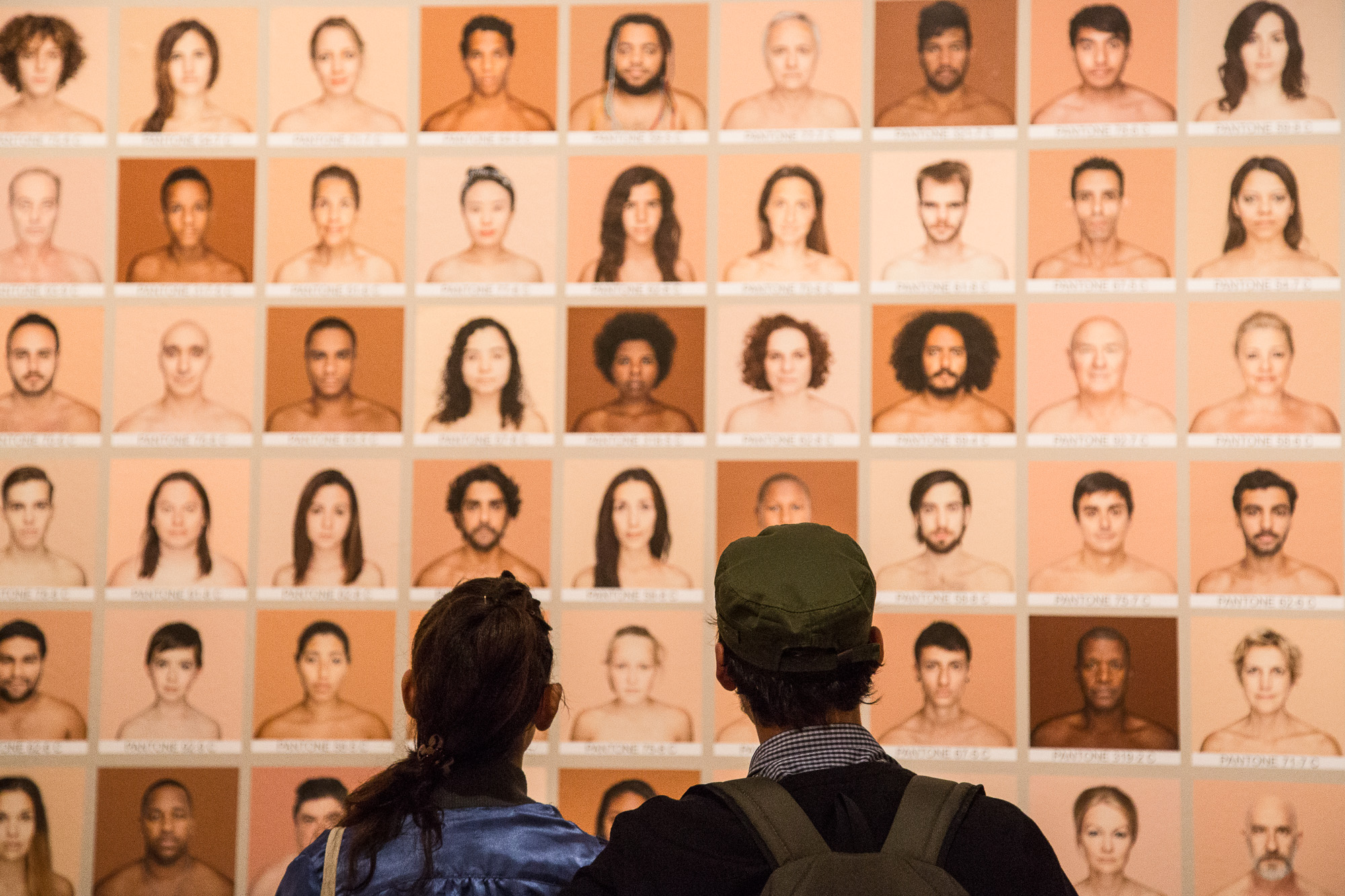
Proyecto Humanae Valencia

Dass afirmó que «Humanæ es una tentativa para poner en luz la continuidad sutil de nuestros colores, que crea más de igualdad que de diferencia. Nuestros v280 Chibatadas (2018) es un trabajo de fotografía vernácula e investigación sociológica que pone en evidencia la realidad cotidiana del racismo en Brasil y el poder de la “historia única” para construir las relaciones sociales. Las fotografías del álbum familiar de una niña afrodescendiente se contrastan con diferentes tuits que demuestran cómo, en 280 caracteres se puede deshumanizar brutalmente al otro. 280 Chibatadas forma parte de la exposición itinerante Africamericanos (https://www.africamericanos.net/en/280-rumors/) comisariada por Claudí Carreras y que se ha mostrado en el Centro de la Imagen de Ciudad de México, el Museo Amparo de Puebla, México, y el Centro de Fotografía de Montevideo, Uruguay. La pieza 280 chibatadas también ha formado parte de la exposición Estratégias do Femenino en Porto Alegre, Brasil.
erdaderos. Es un tipo de juego para subvertir nuestros códigos. La audiencia es libre de leerse crear y de alimentar una plataforma sobre Internet dedicada a discusiones y debates sobre la identidad étnica, mediante la creación de imágenes que nosotros conecten independientemente  de factores como la nacionalidad, el origen, el estatus económico, la edad o los estándares estéticos».
Humanæ es una exposición itinerante y ha sido presentada en sitios tales que el museo Daelim a Seúl, en Corea del Sur; el paseo Uribitarte en Bilbao, en España; el Upho Urban Foto Festival a Málaga, en España; el Museo de la ciencia y de las técnicas Leonardo da Vinci, a Milán, en Italia; Hábitat III, Conferencia de las Naciones Unidas sobre el alojamiento y el desarrollo urbano duradero, en Quito, en Ecuador, en el Museo del Elíseo en Lausana en Suiza, en el Museo de bellas artes de Montreal en Canadá.

### Otros proyectos
En 2018, 280 Chibatadas es un trabajo de fotografía vernácula e investigación sociológica que pone en evidencia la realidad cotidiana del racismo en Brasil y el poder de la “historia única” para construir las relaciones sociales. Las fotografías del álbum familiar de una niña afrodescendiente se contrastan con diferentes tuits que demuestran cómo, en 280 caracteres se puede deshumanizar brutalmente al otro. 280 Chibatadas forma parte de la exposición itinerante Africamericanos comisariada por Claudí Carreras y que se ha mostrado en el Centro de la Imagen de Ciudad de México, el Museo Amparo de Puebla,México y el Centro de Fotografía de Montevideo, Uruguay. La pieza 280 chibatadas también ha formado parte de la exposición Estratégias do Femenino en Porto Alegre, Brasil. y en 2017 Yo Soy Somos es un proyecto encabezado por una docena de mujeres, vecinas de Madrid. A través de historias personales y colectivas nos acercan a su realidad, a menudo invisible. Las narraciones se construyen a través de fotografías de los archivos personales de las protagonistas y los retratos realizados por Dass, directora artística del proyecto. Yo Soy Somos formó parte de la exposición “Sororidades Instagramer” y se ha expuesto en espacios como El Mirador Usera, El Centro Cultural Conde Duque o el Museo Nacional Centro de Arte Reina Sofía. En 20215, Vecinas proyecto de colaboración con el Consejo Superior de Malí en España, enfocado en abordar las historias de diferentes mujeres nacidas en Malí, que han emigrado a España. Se estructura como un puzzle narrativo hecho con piezas propias y ajenas, tratando de repensar los estereotipos que vemos cada día en los medios de comunicación sobre la migración subsahariana. El proyecto vecinas ha sido expuesto en el Auditorio Paco de Lucía y en Matadero-Madrid. En 2012, Desenredo es un trabajo en vídeo donde se parte de los conceptos “desenredar” y “enredo” definidos por la RAE para aplicarlos a la propia identidad, que en el caso de la autora, debe ser reconstruida para aceptarse en lo que verdaderamente es. Desenredo formó parte del proyecto curatorial “Yo Soy". Intimidad de la identidad y la memoria” de Laura Romero Fernández para la Galería Theredoom en 2017 y ha sido publicado en el n.º 81 de EXIT en 2021 y en 2011 De pies a cabeza es un experimento fotográfico que juega con la percepción de los códigos de identidad, un atípico juego de parejas de niños, basado en la vieja simbología de los códigos de vestimenta y rostros. Se ponen en juego los prejuicios o perspectivas que cada uno establece sobre la persona que mira ¿Pueden nuestros zapatos decir más sobre nuestra personalidad que nuestras caras?